# Barbara Buntrock
Barbara Buntrock (* 18. Februar 1982 in Wuppertal) ist eine deutsche Bratschistin und Hochschullehrerin.

## Leben
Buntrock erhielt ihren ersten Violinunterricht im Alter von fünf Jahren. Seit 1991 war sie Schülerin von Maria Szabados-Racz an der Bergischen Musikschule Wuppertal. Sie war fünf Mal erste Preisträgerin des Bundeswettbewerbs Jugend musiziert. Von 1998 bis 2000 war Barbara Buntrock Mitglied im Bundesjugendorchester, zuletzt als stellvertretende Konzertmeisterin. Ihr Violastudium begann sie 2001 an der Hochschule für Musik Köln, Standort Wuppertal bei Werner Dickel. Seit dem Wintersemester 2002/2003 studierte sie an der Musikhochschule Lübeck bei Barbara Westphal, wo sie im Juli 2008 ihr Konzertdiplom erlangte. Gefördert durch das Gerd-Bucerius-Stipendium der Deutschen Stiftung Musikleben belegte sie ein Auslandsstudienjahr (September 2005 bis Mai 2006) an der Juilliard School of Music in New York bei Heidi Castleman. Danach absolvierte sie ein Zusatzstudium an der Hochschule für Musik „Hanns Eisler“ Berlin bei Lars Anders Tomter mit dem Ziel, ihr Konzertexamen zu erlangen. Buntrock war Stipendiatin der Studienstiftung des deutschen Volkes. Des Weiteren besuchte sie Meisterkurse an der Verbier Festival Academy, der International Music Academy of Switzerland sowie bei Walter Levin (LaSalle String Quartet), Gábor Takács-Nagy, Lukas Hagen (Hagen-Quartett) und Eberhard Feltz.
Als Solistin und als Kammermusikerin trat sie mit dem Stuttgarter Kammerorchester, dem Sinfonieorchester Wuppertal, den Bergischen Symphonikern, den Bochumer Symphonikern und der Südwestfälischen Philharmonie auf.
Von Februar 2009 bis Dezember 2010 war Buntrock auf der Position der 1. Solo-Bratsche des Gewandhausorchester Leipzig tätig. Sie spielt eine um 1650 erbaute Viola von Antonio Mariani, die früher von Lionel Tertis gespielt wurde. Im September 2011 gründete sie als künstlerische Leiterin das „Festival 3B“, ein Festival für Kammermusik in der Immanuelskirche in Wuppertal.
Seit 2015 ist Buntrock Professorin für Bratsche an der Robert Schumann Hochschule in Düsseldorf.

## Auszeichnungen
- Fünfmalige Gewinnerin des Bundeswettbewerbs Jugend musiziert
- 2004 Preisträgerin  der Theodor-Rogler-Stiftung beim Internationalen Musikwettbewerb der ARD
- 2005 Sonderpreis Dr. Glatt beim Concours de Genève
- 2006 Zonta-Musikpreis und ein Stipendium des DMW (Deutscher Musikwettbewerb)
- 2007 1. Preis beim Internationalen Instrumentalwettbewerb Markneukirchen
- 2008 Gewinnerin des Stipendiums des Bundespräsidenten beim Felix-Mendelssohn-Bartholdy-Wettbewerb
- 2008 Von der Heydt-Förderpreis der Stadt Wuppertal
- 2008 Sonderpreis für die beste Interpretation eines Werkes von J.S. Bach beim International Primrose Competition in Arizona, USA